# NTsKi
NTsKi（エヌ・ティー・エス・ケー・アイ）は、京都出身のアーティスト、ミュージシャン。
優しくもどこか不気味さの漂うボーカルと多様な音楽性が混在するトラックを制作しシームレスに活動。アートワークやMVにおけるスタイリング、ディレクション、編集までを自ら担当。2021年には美術手帖が選ぶ2020年代を切り開くニューカマー・アーティストに選出された。国内外の著名アーティストからの注目度も高く、Giant Claw、食品まつり a.k.a foodman、田我流やKMなどの作品へも参加。その他に、落合陽一氏が統括ディレクターを務めSXSW2019に出展した経済産業省主催日本館や、ヴァーチャル・シンガーte'resa、豪バッグ・ブランドへの楽曲提供などがある。2021年8月6日、デビュー・アルバム『Orca』を米オハイオのレーベル〈Orange Milk〉/〈EM Records〉よりリリースした。

## 来歴

### 2017年
- NTsKiとして初めてのライヴパフォーマンスを行う。[1]

### 2018年
- 自身のレーベルAMINO ACIDを設立。
- 12月5日、シングル『1992』をAMINO ACIDより先行配信リリース。オリジナルヴァージョンの他に食品まつり a.k.a Foodmanによるリミックスが収録されている。[2]
- 12月15日、株式会社Psychic VR Lab 応接間『POWER ∞ SPOT』にて『1992』ローンチパーティーを開催。『POWER ∞ SPOT』はファッションデザイナー中里周子が主宰するクリエイティブスタジオNEWPARADISEが空間ディレクションを担当しており、『1992』のミュージックビデオにも登場している。ローンチパーティーでは『1992』7インチの先行販売、ミュージックビデオの先行公開がされ、またNTsKiとNEWPARADISEとのコラボウェアが発売された。当日はNTsKiのほか、食品まつり a.k.a foodman、Ultrafogのライヴが行われ、NTsKiのステージには「真夏のラビリンス」に客演しているDYGLのYosuke Shimonakaもゲスト出演した。[3]

### 2019年
- 1月11日、シングル『1992』の７インチヴァイナル盤をAMINO ACIDよりリリース。[4]
- 1月17日、シングル『1992』のミュージックビデオを公開。16mmフィルムを使って撮影された本作は、監督、編集をNTsKi自身が担当し、撮影はフォトグラファーの吉川周作、ファッション・ディレクションはデザイナーの中里周子が主宰するNEWPARADISEが手掛けている。[5]
- SXSW2019にて、落合陽一が統括ディレクターを務めた経済産業省主催のプロジェクト「The New Japan Islands」のテーマソングを書き下ろした。「The New Japan Islands」は SXSW 2019 Creative Experience “Arrow” において Best Immersive Experience を受賞した。[6]
- 田我流からのラブコールで4thアルバム『Ride On Time』収録曲「Anywhere feat. NTsKi」に参加。[7]
- 『Walatta』で一躍有名となったイギリスのアーティスト、ブレンダ・レイ（英：Brenda Ray）の楽曲「D'Ya Hear Me!」のカバーを7FO（ななえふおー）とのコラボレーション・シングルとしてEM Recordsよりリリース。[8]
- 8月、10月以降ライヴ活動を休止することを発表。アーティスト活動の休止ではなく、あくまでライブ活動に限った休止であり引き続きリリースなどは行われる。[9]

### 2020年
- 1月1日、SXSW2019にて、落合陽一が統括ディレクターを務めた経済産業省主催のプロジェクト「The New Japan Islands」のテーマソングとして書き下ろした同名の楽曲を配信リリース。[10]

- 5月13日、DYGLのギターを担当するYosuke Shimonakaを客演に迎えた新曲『Heaven ft. Yosuke Shimonaka』をリリース。ミックスはillicit tsuboiが担当。新しいアーティスト写真およびジャケットの写真はShusaku Yoshikawaが撮影。[11]
- 5月27日、Matmosの片割れであるDrew Danielによるソロ・プロジェクトThe Soft Pink Truthのクラストパンク・カバーアルバム『Am I Free To Go?』に、ハードコアバンドDisclose「Hellish View」のカバーで参加。
- 5月28日、若き異能たちが集結したYouTube発のクリエイティブレーベル<KAMITSUBAKI STUDIO>が送り出す新たなヴァーチャル・シンガーte'resaのデビュー曲『Drippin'』にDAOKOやMISIAなど様々な著名アーティストへの楽曲提供も行っているサウンドクリエイターHideya Kojimaらと共に参加。Wakumoto Tomotakaがディレクター、watabokuがビジュアルデザインを務めたミュージックビデオも公開された。[12][13]

- 6月17日、NTsKiが客演として参加した楽曲「bubbles feat. NTsKi」が収録された、South Penguin初のアナログリリースとなる『bubbles / mad love』がPヴァインよりリリース。[14]
- 6月19日、「Labyrinth of Summer (KM Remix)」が収録された、日本のエレクトロニック・プロデューサーCVNによるキュレーションで全12アーティストが参加する、デジタル・リリースがデフォルトの世代を中心にしながら、＜パッケージ版＞を主眼にした2020s新世代コンピレーション『S.D.S =零=』をEM Recordsよりリリース。[15]
- 7月14日、NTsKiが楽曲提供したオーストラリアのハンドメイド・バッグ・ブランド〈STATE OF ESCAPE〉2020年春夏ニューモデルのビデオが公開された。[16]
- 8月6日、7インチレコードの形をしたお皿プロジェクト「PEOPLEAP」が『THE SWEETEST TABOO』と名付けた新シリーズを発表、NTsKiは8〜10月のプレイリスターとしてSeihoや陳暁夏代らと共に参加。波佐見焼『藍染窯（あいぜんがま）』製のレコード皿と、『岩㟢紙器（いわさきしき）』製オリジナルボックスのセットで、1年間毎月4種類のレコード皿をリリースする全48種、枚数限定のプロダクトとなっている。[17]
- 10月23日～11月15日にかけて開催された「大京都芸術祭 2020 in 京丹後 〜風景泥棒2〜」に地域クリエイターとしてDAISAK、川勝小遥と共に参加し、《アパレルショップにしがき》を展開した。NTsKiは「にしがき」のオリジナルソングやコマーシャル映像、写真作品を制作。楽曲作品ではテーマソングの他、店舗内の音や八丁浜（網野の海岸）の波の音をフィールドレコーディングし、店舗用環境音を制作した。また写真作品では、DAISAKが制作した「にしがき」のグッズを用いたファッション写真の企画構成を担当。[18]
- 11月18日、ダブル・タイトル・シングル『Father / Divine』を配信リリース。「Divine」は大切な友人を偲んで制作したことを明かしている。12月11日には「Father」のミュージックビデオが公開された。NTsKi自身が監督を務め、Mall BoyzのメンバーでもあるYaona Suiが撮影/出演を担当し、サウンド・プロデューサーのsteiも出演している。

### 2021年
- 1月7日発売の『美術手帖』2021年2月号　特集「ニューカマー・アーティスト100」に2020年代を切り開くニューカマー・アーティストとして選出された。SIDECOREの松下徹による推薦。[19]
- 3月12日、Seth Grahamと共にオハイオのレーベル〈Orange Milk〉の創設者であり、ビジュアルアーティストのKeith Rankinが、Giant Clawとして『Soft Channel』以来約4年ぶりとなるニューアルバム『Mirror Guide』に2曲ボーカルとして参加することが発表された。[20]
- 3月29日、2020年にリリースした楽曲「Heaven ft. Yosuke Shimonaka」のミュージックビデオに登場するキャラクターのインスタグラムフィルターをリリース。Warp、 Ultra、PC Musicなどからリリースしているミュージシャンの動画作品制作や、Facebook、Stella McCartney、Cancer Research UKなどをクライアントに持つARのエキスパートでもある、イギリス ロンドンを拠点とするデザインスタジオProxyによる制作。
- 3月31日、2020年のデビュー曲「Drippin'」に引き続き、ヴァーチャル・シンガーte'resaの新曲「IMAGINARY COLORS」に参加。ミュージックビデオも公開された。
- 4月6日、山本耀司の手がけるY’sとDr. Martensによる新作コラボモデル JURADO Y’sの発売が発表され、KONCOS, 環ROY, Luby Sparksら7組のアーティストと共にキャンペーンモデルとして起用され、9日〜26日にかけてY’s表参道にて展開される。[21][22]
- 5月25日、プロデューサー／DJのKMが2ndアルバム『EVERYTHING INSIDE』を6月9日（水）にリリース、NTsKiが「Nova（feat. NTsKi）」で参加することが発表された。NTsKiのほか、田我流、LEX、JJJ、Campanella、Taeyoung Boyに加えて、Daichi Yamamoto、(sic)boy、Lil'Leise But Gold、C.O.S.A.、Kvi Baba、SPARTAが参加。[23]
- 6月9日、新曲「Misty」をリリース。アートワークはイギリスのアーティストProsper Unger-Hamiltonによるもの。「AVYSS GAZE」のヴィジュアルやさよひめぼうのMVなどで知られ、美術家としてのみならずDJとしても活躍するJACKSON kakiが制作したミュージック・ビデオも公開された。[24]
- 6月16日、te’resa がデビューEP『Ace』をリリース、NTsKiは収録曲5曲のうち「Drippinʼ」「Ace」「IMAGINARY COLORS」の歌詞提供で参加。[25]
- 6月18日、デビュー・アルバム『Orca』を〈Orange Milk〉と〈EM Records〉のダブルネームで8月6日にリリースすることが発表された。アルバムからのファースト・シングルとして新曲「Kung-Fu」が公開された。[26]
- 7月2日、東京のアート・ギャラリーPARCELにて7月17日(土)から8月29日にわたり開催されるグループ展、「4面鏡 / Quad Mirror」にNTsKiが参加することが発表された。参加アーティストはKOM_I / Kawita Vatanajyankur / Lu Yang / Masako Hirano / NTsKi / tomotosi　の6名。
- 7月9日、8月リリース予定のデビュー・アルバム『Orca』から、共同プロデューサーにLe Makeup、Doveを迎えた新曲「On Divination in Sleep feat. Dove」が公開された。[27]
- 8月6日、ファースト・アルバム『Orca』を〈Orange Milk〉と〈EM Records〉のダブルネームでリリースした。[28]
- 8月20日、フジロック・フェスティバル 2021苗場食堂ステージへSouth Penguinのゲストとして出演した。
- 9月10日、ファースト・アルバム『Orca』収録曲「On Divination in Sleep feat. Dove」のミュージック・ビデオを公開。[29]
- 10月1日、京丹後市、宮津市、与謝野町、福知山市、南丹市、八幡市で開催される京都府域展開アートフェスティバル「ALTERNATIVE KYOTO」が開催。NTsKiは京丹後エリアに参加し、イルカに纏わる作品を地域クリエイターとの共同作品として展示。 [30][31]
- 11月26日、初のイギリス公演を、ゲストにCURRENTMOODGIRLとAldous RHを迎えてロンドンにて開催した。

## 演奏スタイル
環境はMacBook Pro、Logic Pro X、Native Instrumentsプラグイン等、アナログシンセ、マイクはaudio-technicaのAT4050を使用。BOSS Loop Station RC-30をすぐに使えるよう近くに置き、そこに保存されているボーカルループをLogic Pro X内で再現するという作業をメインに行っている。

## ディスコグラフィー

### アルバム
- Orca（2021年8月6日、Orange Milk / EM Records）

### シングル
- H S K（2016年8月29日、AMINO ACID）
- Fig（2018年3月12日、AMINO ACID）
- 真夏のラビリンス（2018年10月24日、AMINO ACID）
- Tree Song（2018年11月21日、AMINO ACID）
- 1992（2018年12月5日、AMINO ACID）
- Labyrinth of Summer（KM Remix）（2019年10月23日、AMINO ACID）
- D’Ya Hear Me!（2019年10月28日、EM Records）
- The New Japan Islands（2020年1月1日、AMINO ACID）
- Heaven ft. Yosuke Shimonaka（2020年5月13日、AMINO ACID）
- Father / Divine（2020年11月18日、AMINO ACID）
- Misty (2021年6月9日、 AMINO ACID)
- Kung-Fu (2021年6月18日、Orange Milk / EM Records)
- On Divination in Sleep feat. Dove (2021年7月9日、Orange Milk / EM Records)

### ミュージックビデオ
| 公開年 | 監督                   | 制作                   | 撮影                                          | 曲名                                        |
| ------ | ---------------------- | ---------------------- | --------------------------------------------- | ------------------------------------------- |
| 2016年 | NTsKi                  | NTsKi                  | NTsKi                                         | 「H S K」                                   |
| 2018年 | Prosper Unger-Hamilton | Prosper Unger-Hamilton | Prosper Unger-Hamilton                        | 「Fig」                                     |
| 2019年 | NTsKi                  | NTsKi                  | Shusaku Yoshikawa                             | 「Labyrinth of Summer〜真夏のラビリンス〜」 |
| 2019年 | NTsKi                  | NTsKi                  | Shusaku Yoshikawa                             | 「1992」                                    |
| 2020年 | Prosper Unger-Hamilton | Prosper Unger-Hamilton | Prosper Unger-Hamilton                        | 「Heaven ft. Yosuke Shimonaka」             |
| 2020年 | NTsKi                  | NTsKi                  | Yaona Sui                                     | 「Father」                                  |
| 2021年 | JACKSON kaki           | JACKSON kaki           | NTsKi                                         | 「Misty」                                   |
| 2021年 | NTsKi                  | NTsKi                  | Kazumichi Komatsu / NTsKi / Shusaku Yoshikawa | 「On Divination in Sleep feat. Dove」       |
| 2022年 | Prosper Unger-Hamilton | Prosper Unger-Hamilton | Prosper Unger-Hamilton                        | 「Kung-Fu」                                 |

### 参加作品
| 発売年 | 曲名                                             | 収録された作品                                                                  |
| ------ | ------------------------------------------------ | ------------------------------------------------------------------------------- |
| 2017年 | Hun Sen                                          | Lafidki『Chinabot』（We Be Friends)                                             |
| 2017年 | Foodman & NTsKi - Three Man                      | Various Artists『TAR Class of 2017 Vol.Ⅱ』(TAR)                                 |
| 2019年 | Anywhere feat. NTsKi                             | 田我流『Ride On Time』（Mary Joy Recordings）                                   |
| 2019年 | 成分 Seibun                                      | CVN『I.C.』（Orange Milk Records）                                              |
| 2019年 | Crystal feat. NTsKi                              | Xin Seha『1000』（POCLANOS）                                                    |
| 2019年 | Anywhere feat. NTsKi                             | 田我流 × KM『More Wave』（Mary Joy Recordings）                                 |
| 2020年 | Hellish View (Disclose cover)                    | The Soft Pink Truth『Am I Free To Go?』                                         |
| 2020年 | Drippin'                                         | te'resa『Drippin'』(KAMITSUBAKI STUDIO)                                         |
| 2020年 | bubbles feat. NTsKi                              | South Penguin『bubbles / mad love』（P-VINE RECORDS）                           |
| 2020年 | Labyrinth of Summer (KM Remix)                   | Various Artists『S.D.S =零= (Subscription Double Suicide =Zero=』（EM Records） |
| 2021年 | IMAGINARY COLORS                                 | te'resa『IMAGINARY COLORS』(IMAGINARY STUDIO / KAMITSUBAKI STUDIO)              |
| 2021年 | Disworld (vocals: NTsKi)                         | Giant Claw 『Mirror Guide』(Orange Milk Records)                                |
| 2021年 | Mirror Guide pt. II {you and me} (vocals: NTsKi) | Giant Claw 『Mirror Guide』(Orange Milk Records)                                |
| 2021年 | Nova（feat. NTsKi）                              | KM 『EVERYTHING INSIDE』(Mary Joy Recordings)                                   |
| 2021年 | Ace                                              | te'resa『Ace』(IMAGINARY STUDIO / KAMITSUBAKI STUDIO)                           |